# STS-41-D

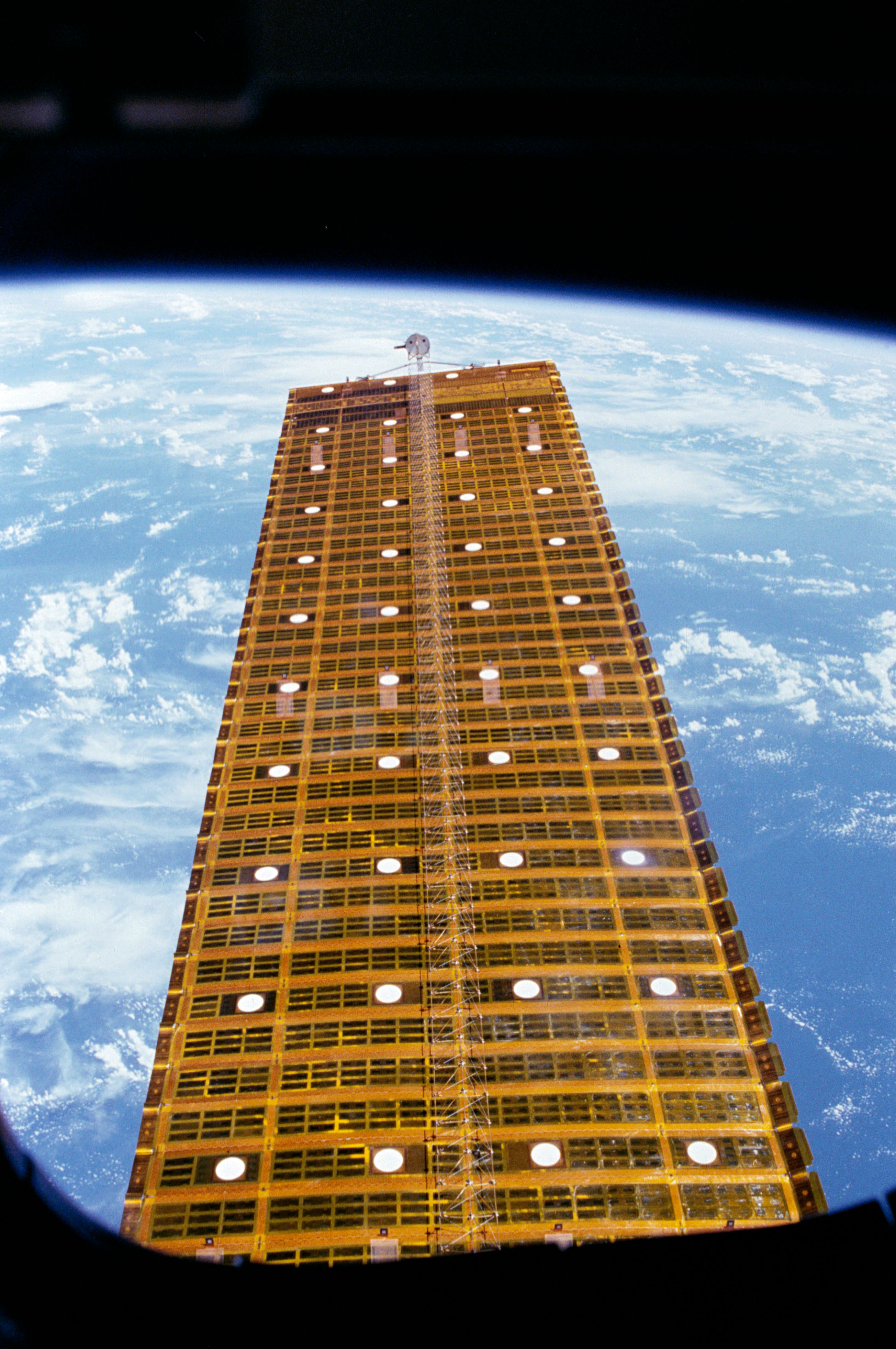
실험적 OAST-1 솔라 어레이

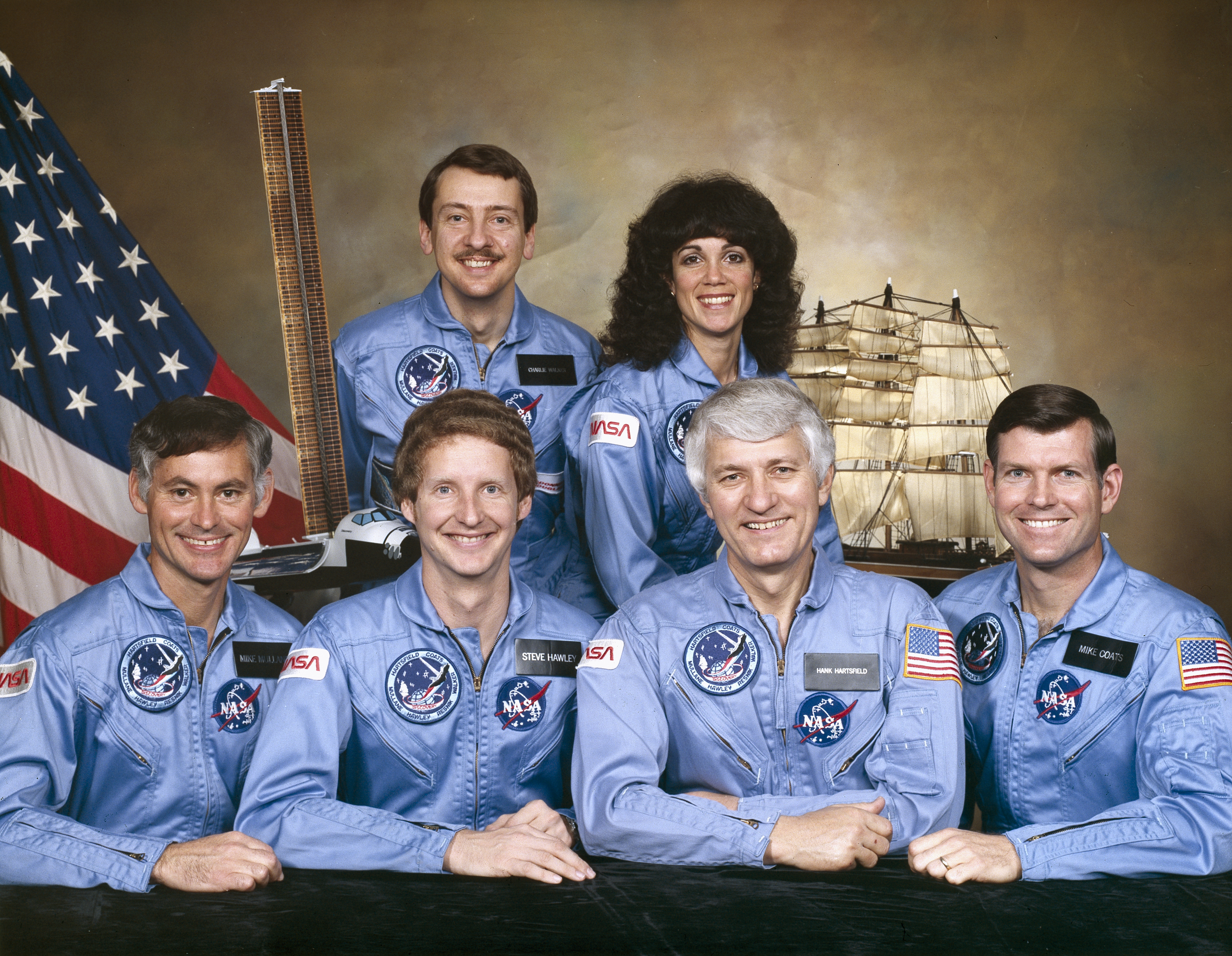
뒷줄: 찰스 D. 워커, 주디스 A. 레스닉
앞줄: 리차드 M. 멀레인, 스티븐 A. 홀리, 헨리 W. 하츠필드 주니어, 마이클 L. 코츠

STS-41-D(구 명칭: STS-14)는 NASA 우주왕복선 계획의 12번째 비행이자 디스커버리 우주왕복선의 첫 번째 임무였다. 1984년 8월 30일 플로리다주 케네디 우주 센터에서 발사되어 1984년 9월 5일 캘리포니아 주 에드워드 공군 기지에 착륙했다. 6일간의 임무 동안 3개의 상업용 통신 위성이 궤도에 배치되었으며, 국제우주정거장(ISS)의 주요 태양전지 어레이의 기초가 될 확장형 태양전지 어레이 프로토타입을 포함하여 수많은 과학 실험이 수행되었다.
1984년 6월 26일 T-6 초에 우주 왕복선 프로그램의 첫 번째 발사가 중단되면서 임무는 원래 계획된 발사 날짜보다 2개월 이상 지연되었다.